# Lucchesiïta
La lucchesiïta és un mineral de la classe dels silicats, que pertany al grup de la turmalina. Rep el seu nom de Sergio Lucchesi (1958-2010), professor de mineralogia a la Universitat de Roma La Sapienza (Itàlia), en honor de la seva contribució a l'estudi de la turmalina i la química dels cristalls d'espinel·la.

## Característiques
La lucchesiïta és un ciclosilicat de fórmula química CaFe₃2+ Al₆(Si₆O18)(BO₃)₃(OH)₃O. Va ser aprovada com a espècie vàlida per l'Associació Mineralògica Internacional l'any 2015. Cristal·litza en el sistema trigonal, en hàbit anèdrica de fins a 5 mil·límetres. També es troba formant intercreixements amb quars en grans agregats de fins a 5 centímetres. La seva duresa a l'escala de Mohs és 7.

## Formació i jaciments
La lucchesiïta ha estat descrita a partir de material de dos jaciments. Un d'aquests es troba a Mirošov, a la regió de Vysočina (Moràvia, República Txeca). L'altre a Ratnapura, a la província de Sabaragamuwa (Sri Lanka). Sol trobar-se associada a altres minerals com el quars.